# Kodeks cywilny (ustawa z 1964)
Kodeks cywilny – obowiązująca w Polsce ustawa, która została uchwalona 23 kwietnia 1964 r. Kodeks cywilny wszedł w życie z dniem 1 stycznia 1965 r., z wyjątkiem art. 160–167, 178, 213–219 i 1058–1088, które weszły w życie z dniem ogłoszenia, czyli 18 maja 1964 r. Opublikowany został w Dzienniku Ustaw nr 16, poz. 93 z 1964. Organem wydającym był Sejm PRL, a organami zobowiązanymi: Rada Ministrów, minister rolnictwa oraz minister obrony narodowej.

## Geneza
Uchwalenie kodeksu cywilnego w Polsce wywołane było w głównej mierze potrzebą unifikacji polskiego prawa cywilnego oraz unowocześnieniem dotychczasowych przepisów. Do momentu wejścia w życie kodeksu cywilnego w zakresie stosunków cywilnoprawnych obowiązywały:
- ustawa z dnia 18 lipca 1950 r. – Przepisy ogólne prawa cywilnego (Dz.U. z 1950 r. nr 34, poz. 311),
- dekret z dnia 11 października 1946 r. – Prawo rzeczowe (Dz.U. z 1946 r. nr 57, poz. 319, z późn. zm.),
- rozporządzenie Prezydenta Rzeczypospolitej z dnia 27 października 1933 r. – Kodeks zobowiązań (Dz.U. z 1933 r. nr 82, poz. 598, z późn. zm.),
- dekret z dnia 8 października 1946 r. – Prawo spadkowe (Dz.U. z 1946 r. nr 60, poz. 328, z późn. zm.),
- rozporządzenie Prezydenta Rzeczypospolitej z dnia 27 czerwca 1934 r. – Kodeks handlowy (w pozostałej części kodeks obowiązywał do końca 2000 r., z wyjątkiem przepisów o prokurze i firmie, które utraciły moc w 2003 r.) (Dz.U. z 1934 r. nr 57, poz. 502),
- ustawa z dnia 13 lipca 1957 r. o obrocie nieruchomościami rolnymi (Dz.U. z 1957 r. nr 39, poz. 172, z późn. zm.),
- ustawa z dnia 29 czerwca 1963 r. o ograniczeniu podziału gospodarstw rolnych (Dz.U. z 1963 r. nr 28, poz. 168),
- rozporządzenie Prezydenta Rzeczypospolitej z dnia 24 października 1934 r. o własności lokali (Dz.U. z 1934 r. nr 94, poz. 848, z późn. zm.),
- rozporządzenie Prezydenta Rzeczypospolitej z dnia 22 marca 1928 r. o rejestrowym zastawie rolniczym (Dz.U. z 1928 r. nr 38, poz. 360, z późn. zm.),
- ustawa z dnia 14 marca 1932 r. o rejestrowym zastawie drzewnym (Dz.U. z 1932 r. nr 31, poz. 317, z późn. zm.),
- ustawa z dnia 28 kwietnia 1938 r. o rejestrowych prawach rzeczowych na pojazdach mechanicznych (Dz.U. z 1938 r. nr 36, poz. 302, z późn. zm.),
- ustawa z dnia 15 czerwca 1939 r. o zastawie rejestrowym na maszynach i aparatach (Dz.U. z 1939 r. nr 60, poz. 394, z późn. zm.),
- rozporządzenie Prezydenta Rzeczypospolitej z dnia 29 czerwca 1924 r. o lichwie pieniężnej (Dz.U. z 1924 r. nr 56, poz. 574, z późn. zm.),
- dekret Prezydenta Rzeczypospolitej z dnia 3 grudnia 1935 r. o wysokości odsetek ustawowych (Dz.U. z 1935 r. nr 88, poz. 545).

Ustawa z dnia 23 kwietnia 1964 r. Przepisy wprowadzające kodeks cywilny (Dz.U. z 1964 r. nr 16, poz. 94, z późn. zm.), która zawiera w głównej mierze przepisy derogacyjne, kolizyjne i intertemporalne przygotowała polski system prawa do wejścia w życie kodeksu cywilnego. Akty prawne wymienione wyżej zostały w całości lub w części uchylone przez niniejszą ustawę.

## Zawartość polskiego kodeksu cywilnego
Polski kodeks cywilny składa się z czterech ksiąg: części ogólnej (art. 1–125) dotyczącej m.in. osób i czynności prawnych, oraz ksiąg regulujących kolejno: prawo rzeczowe (własności i innych praw rzeczowych; art. 126–352), prawo zobowiązań (art. 353–92116) oraz prawo spadkowe (art. 922–1088). Księgi dzielą się na tytuły, tytuły na działy, działy na rozdziały, a niektóre rozdziały na oddziały.
Na podstawie kodeksu cywilnego zostało wydanych ponad 50 rozporządzeń.

## Nowelizacje
Kodeks cywilny został wielokrotnie zmieniany. Dotychczas wydano ponad 100 aktów zmieniających polski kodeks cywilny, a pierwsza nowelizacja nastąpiła w 1971 r. W okresie PRL-u kodeks cywilny znowelizowano ośmiokrotnie. Najważniejsza i najbardziej obszerna nowelizacja miała miejsce w roku 1990, a był rezultatem zmian polityczno-gospodarczych (transformacją ustrojową) w Polsce.
Przejście z gospodarki centralnie sterowanej na gospodarkę planową koncesyjno-reglamentacyjną wywołało potrzebę dokonania głębokich zmian w kodeksie cywilnym, głównie w zakresie własności oraz umów (wprowadzono do kodeksu cywilnego np. zasadę swobody umów, która jest jednym z fundamentów gospodarki wolnorynkowej – stanowi o niej art. 3531 kodeksu cywilnego). Nowelizacja z roku 2000 zapoczątkowała nowy rozdział w modyfikowaniu kodeksu cywilnego, co obejmuje bezpośrednie uwzględnienie norm prawnych Unii Europejskiej. Ten proces trwa nadal, szczególnie po przystąpieniu Polski do Unii Europejskiej w dniu 1 maja 2004 roku, co wymusiło konieczność dostosowania prawa polskiego do standardów unijnych. Marszałek Sejmu ogłosił dziewięciokrotnie tekst jednolity kodeksu.